# Photinus pyralis
Photinus pyralis is een keversoort uit de familie van de glimwormen (Lampyridae). De wetenschappelijke naam is gepubliceerd in 1767 door Linnaeus.